# Hansi Arnstaedt

Hansi Arnstädt

Hansi Arnstaedt, auch Hansi Arnstädt bzw. Hanna Arnstädt, gebürtig Johanna Arnstädt (* 8. Dezember 1878 in Dresden; † 8. Mai 1945 in Berlin), war eine deutsche Theater- und Filmschauspielerin wie auch Tänzerin.

## Leben
Sie gab ihr Debüt 1898 als Chorsängerin am Stadttheater von Brieg. 1899 spielte sie am Lessingtheater Berlin. Danach erhielt sie ein Engagement an den Königlichen Schauspielen Wiesbaden. Dort verkörperte sie unter anderem Nerissa in Der Kaufmann von Venedig. Ihr Vielseitigkeit bewies sie auch als Tänzerin in „Die Hand“. 1903 wechselte sie an die Königlichen Schauspiele Berlin.
Ihr Rollenfach war das der Munteren und Naiven, später war sie in Charakterrollen zu sehen. 1913 erhielt sie die Rolle der Titelheldin in Franz Portens dreiteiliger Filmbiografie über die Königin Luise. Danach erschien sie erst wieder ab 1930 im Film. Meist war sie jetzt Nebendarstellerin, manchmal wie 1940 in Lauter Liebe als Mutter von Hertha Feiler übernahm sie auch größere Aufgaben. Sie stand 1944 in der Gottbegnadeten-Liste des Reichsministeriums für Volksaufklärung und Propaganda.
Am Tag der deutschen Kapitulation zum Ende des Zweiten Weltkriegs beging sie in Berlin Selbstmord.

## Filmografie
- 1913: Der Film von der Königin Luise (3 Teile)
- 1930: Dolly macht Karriere
- 1930: 1000 Worte Deutsch
- 1931: Drei Tage Liebe
- 1931: Der Bettelstudent
- 1931: So’n Windhund
- 1931: Kyritz - Pyritz
- 1931: Der Tanzhusar
- 1931: Der wahre Jakob
- 1932: Der Feldherrnhügel
- 1932: Der tolle Bomberg
- 1932: Ich bleib bei Dir
- 1933: Die kleine Schwindlerin
- 1933: Zwei gute Kameraden
- 1933: Liebe muß verstanden sein
- 1934: Mutter und Kind
- 1935: Der Schlafwagenkontrolleur
- 1936: Intermezzo
- 1936: Diener lassen bitten
- 1937: Ferngespräch mit Hamburg
- 1937: Die perfekte Sekretärin
- 1937: Die göttliche Jette
- 1938: Der eingebildete Kranke
- 1938: Die fromme Lüge
- 1938: Die Umwege des schönen Karl
- 1938: Aber mein lieber Herr Neumann
- 1938: Das Mädchen von gestern Nacht
- 1939: Der halbe Weg - 33 Minuten in Grüneberg
- 1939: Modell Lu, der Lebensweg eines Hutes
- 1939: Die Geliebte
- 1939: Die Frau ohne Vergangenheit
- 1939: Hurra! Ich bin Papa!
- 1940: Lauter Liebe
- 1940: Herz geht vor Anker
- 1940: Was wird hier gespielt?
- 1941: Ich klage an
- 1941: Annelie
- 1943: Tolle Nacht